# Wyżni Zarębek
Wyżni Zarębek, Zarębek Wyżni (również Wyżny Zarębek i Zarębek Wyżny) – część wsi Łopuszna, w gminie Nowy Targ, w powiecie nowotarskim w województwie małopolskim.

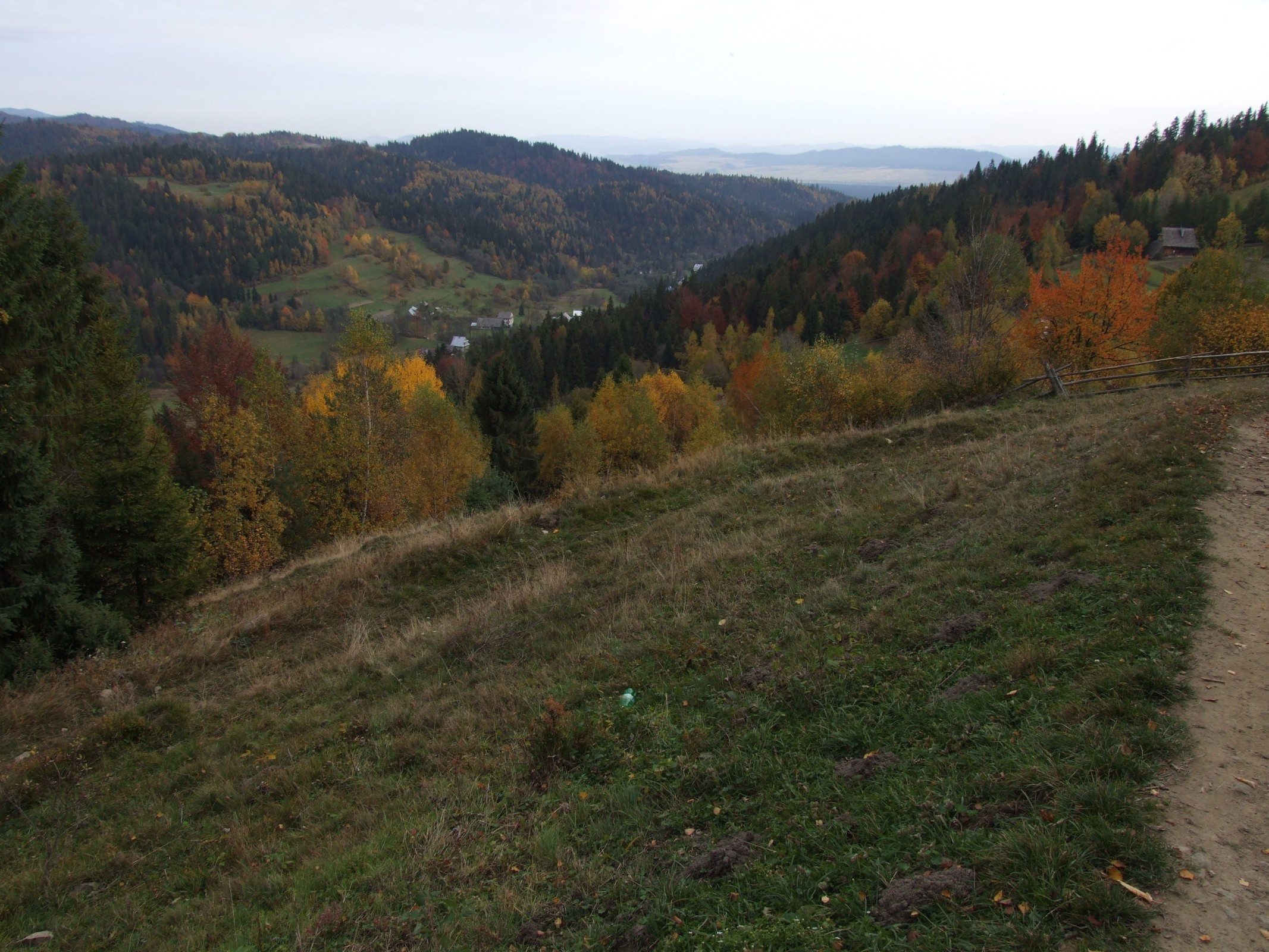
Widok z Zarębka na dolinę Łopuszanki

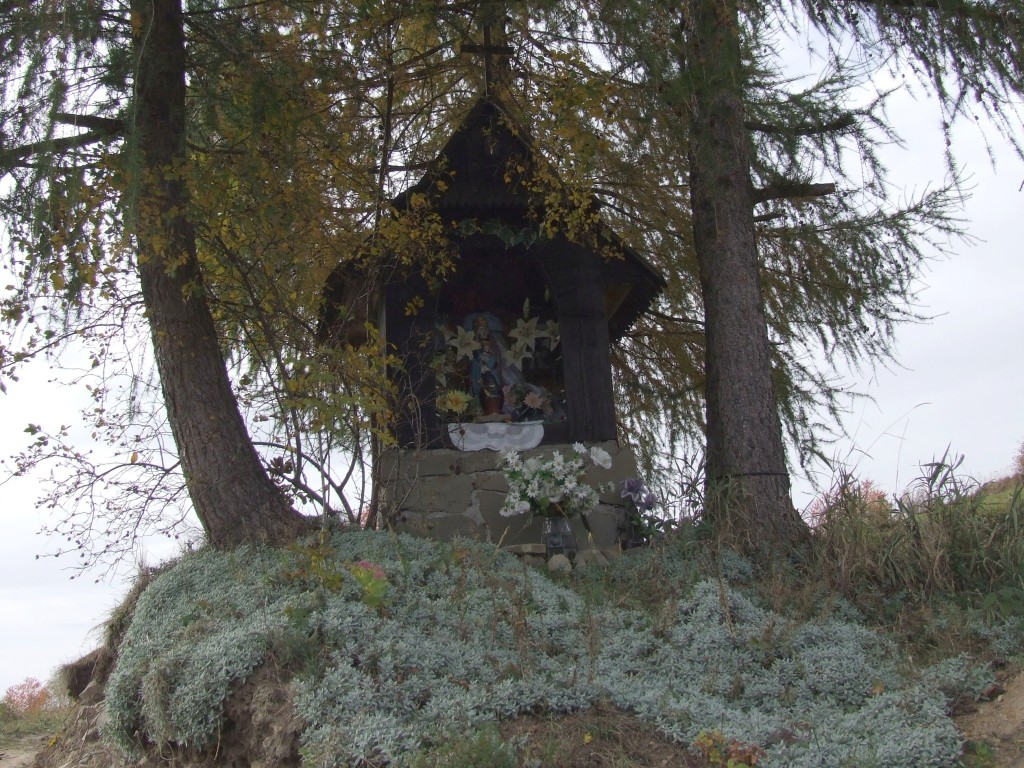
Kapliczka na Zarębku

Znajduje się w Gorcach, na wysokości ok. 825 do 850 m n.p.m. Numer TERYT to 0457403, a kod pocztowy to 34-432.
Położony jest na grzbiecie opadającym na południowy wschód od Bukowiny Waksmundzkiej (1105 m). Jest najwyżej położonym z trzech przysiółków w górnej części Łopusznej – pozostałe to Zarębki Średni oraz Niżni. Nazwa pochodzi od wyrębywania śródgórskich polan w celu uzyskania terenów pod osadnictwo, uprawy lub pastwiska. Pierwotnie znajdowały się tutaj zagrody zimowe dla owiec, dopiero po jakimś czasie pojawiły się tu stale zamieszkane domy.
Z Łopusznej (z Zarębka Średniego) można się tu dostać drogą bitą lub – tylko pieszo – niebieskim szlakiem turystycznym prowadzącym na Turbacz.
W kierunku wschodnim widać z Zarębka grzbiety Wyszniej i Chorobowskiej Góry, zaś w dalszym planie widać Pasmo Lubania z Runkiem. Poza tym można zobaczyć położoną w dolinie Łopuszanki – Łopuszną, panoramę Podhala, a w oddali Tatry Zachodnie.
W okolicy osiedla można zaobserwować takie ptaki jak: bocian czarny myszołów, pustułka, trznadel czy gąsiorek.
Na Zarębku Wyżnim zachowały się przykłady starego budownictwa góralskiego.
Powyżej ostatnich zabudowań Zarębka znajduje się murowana kapliczka z drewnianym pokryciem z figurą Matki Bożej z Dzieciątkiem. Przez wiele lat, w sierpniu, przy kapliczce odprawiana była przez ks. prof. Józefa Tischnera msza święta.

## Szlak turystyczny
Łopuszna – Niżni Zarębek – Wyżni Zarębek – Bukowina Waksmundzka – polana Świderowa – Turbacz. Odległość 10,4 km, suma podejść 690 m, suma zejść 30 m, czas przejścia 3:15 h, ↓ 2:15 h.